# 1870年长江洪水
1870年长江洪水是清朝同治九年（庚午年）六月间，长江流域发生的特大洪水。川、鄂、湘、赣、皖诸省受灾，灾情数百年罕见，时在庚午年，故称庚午之灾。

## 经过
1870年7月份，随着暴雨进入长江上游地区，嘉陵江发生罕见大水，根据水痕推估北碚站洪峰流量达57300立方米/秒(1981年洪水流量为44700立方米/秒)，嘉陵江大洪水和金沙江洪水在重庆相遇，形成长江干流特大洪水，寸滩站水位达196.15米，洪峰流量达100000立方米/秒(1981年洪峰水位191.42米、流量为85700立方米/秒)。根据万县记载，推估30天洪量约1650亿立方米。宜昌约10.5万立方米每秒。在清江入汇后，枝城站洪峰达11万立方米每秒。
荆江北自监利以下多处溃口，江汉平原一片汪洋。江南岸下堤在松滋溃口，冲出一条松滋河，直泄洞庭湖，沿程庐舍荡然无存。
现代学者根据巴县等地的石刻推定，洪水时间为六月十三日至二十一日。洪水发生后，四川总督吴棠上奏川东灾情。七月壬辰，清廷回复，“著吴棠督同藩司”处理灾情，并将酆都县知县徐浚镛革职。
1952年，长江水利委员会对此次洪水展开调查，认为它是1153年至20世纪末，调查的长江历史上的8次大洪水、实测到的20世纪5次大洪水中，规模最大的洪水。